# Blair Evans
Blair Catherine Evans, född 3 april 1991, är en australisk simmare.
Evans tävlade i två grenar för Australien vid olympiska sommarspelen 2012 i London. Evans var en del av Australiens lag som tog silver på 4 x 200 meter frisim, där hon endast simmade i försöksheatet men ändå fick en medalj. Evans tävlade även på 400 meter medley, där hon blev utslagen i försöksheatet.
Vid olympiska sommarspelen 2016 i Rio de Janeiro blev Evans utslagen i försöksheatet på 400 meter medley.